# موش قطبی نروژی
موش قطبی نروژی (نام علمی: Lemmus lemmus) نام یک گونه از تبار موش قطبی است.